# TKw1
TKw1 – polskie oznaczenie parowozu pruskiej serii T16.

## Historia
W latach 1905–1913 wyprodukowano 343 maszyny tej serii. Po 1945 roku PKP eksploatowały 39 maszyn pruskiej serii T16.
Parowozy miały osie przesuwne w poziomie co zapewniało łatwe wpisywanie się w łuki. Ostatni parowóz, TKw1-32 został skreślony z inwentarza w 1970 roku. Przewidziany był jako eksponat dla Muzeum Kolejnictwa w Warszawie, lecz został zezłomowany w latach 80.
Żaden parowóz nie został zachowany.